# Charmaine McMenamin
Charmaine J. McMenamin (Wellington, 13 maggio 1990) è una rugbista a 15 neozelandese, terza linea ala e, talora, terza centro, di Auckland e due volte campionessa mondiale con le Black Ferns nel 2017 e 2022.

## Biografia
Nata a Wellington ma cresciuta e formatasi scolasticamente a Gisborne, nel nordest del Paese, rispose nel 2008 alla chiamata di Poverty Bay - viste le scarse possibilità di giocare a rugby nella sua regione - impegnata in un torneo scolastico per rappresentative regionali (fino ad allora gli incontri della scuola di McMenamin erano solo contro la squadra femminile di una scuola superiore concittadina).
Nel 2009 fu ingaggiata dall'unione della provincia di Hawke's Bay.
Terminate le scuole superiori, si iscrisse ai corsi di psicoterapia alla Auckland University of Technology e fu tesserata a partire dal 2010 dalla locale unione provinciale.
Nel 2013 debuttò in nazionale ad Auckland contro l'Inghilterra nel primo di una serie di due test match contro la formazione britannica; una rottura del legamento crociato anteriore e un breve passaggio nel rugby a 13, durante il quale apparve anche in un incontro delle Kiwi Ferns, la squadra nazionale del league, contro l'Australia, la tennero lontana dalle Black Ferns per circa tre anni.
Rientrò in squadra nel 2016 e, un anno più tardi, fu tra le selezionate alla Coppa del Mondo 2017 in Irlanda, in cui si laureò campionessa dopo la vittoria in finale contro l'Inghilterra a Belfast.
Nel 2021 fu messa sotto contratto professionistico per la neonata franchise di Super Rugby Aupiki Blues Women, ma un problema alla spina dorsale la tenne fuori dal campo di gioco per quasi un anno: dopo avere avvertito insensibilità agli arti inferiori al termine di un incontro di club, le fu diagnosticata la presenza di speroni ossei nelle vertebre, che fu necessario rimuovere chirurgicamente; solo ad agosto 2022 poté rientrare in campo, e la ritrovata forma fisica convinse il C.T. della nazionale Wayne Smith a convocarla per la Coppa del Mondo 2021 (tenutasi un anno dopo la data originaria a causa della pandemia di COVID-19); il torneo si concluse con la seconda Coppa consecutiva per la giocatrice e sesta assoluta per la squadra.
Fuori dall'ambito sportivo, Charmaine McMenamin ha conseguito un diploma universitario in elettrotecnica e ha manifestato l'intenzione di intraprendere l'attività di elettricista una volta smessa l'attività agonistica.

## Palmarès
- Coppe del mondo: 2
Nuova Zelanda: 2017, 2021
- Farah Palmer Cup: 5
Auckland: 2011, 2012, 2013, 2014, 2015